# Born to Make You Happy
"Born to Make You Happy" je pop pjesma američke pjevačice Britney Spears, objavljena 27. studenog 1999. kao četvrti singl s njenog debitanskog studijskog albuma ...Baby One More Time. Napisali su je Andreas Carlsson i Kristian Lundin, a producirao ju je Kristian Lundin. U Irskoj i Ujedinjenom Kraljevstvu je pjesma bila njezin drugi singl koji je dospio na vrhu ljestvice.

## O pjesmi
Pjesmu "Born to Make You Happy" napisao i producirao je Kristian Lundin, dok je u pisanju pjesme sudjelovao Andreas Carlsson, to je ujedno i njihova prva pjesma koju su zajedničko napisali. Britney je prvobitno snimila pjesmu u ožujku 1998. godine u Battery Studiosu u New Yorku. Kasnije iste godine Britney je ponovno snimila pjesmu u Cheiron Studiosu u Stockholmu, ta verzija se koristila na albumu dok je verzija s prvog snimljenja korištena za "Bonus Remix" koji se također nalazi na albumu.

## Uspjeh na top ljestvicama
"Born to Make You Happy" je njezin drugi singl u Ujedinjenom Kraljevstvu s kojim se našla na vrhu ljestvice, prodavši se u 705.000 primjeraka. Pjesma je također bila na vrhu ljestvice u deset drzava, te u top 10 u nekolicini europskih zemalja. U Kanadi je pjesma također objavljena, a najviša pozicija joj je bila 1.
Singl se u 2000. godini prodao u 8.673.000 kopija širom svijeta.

## Popis pjesama
| Britanski CD singl (Released: 2000) 1. "Born to Make You Happy" — 3:35 2. "Born to Make You Happy" (Bonus Remix) — 3:40 3. "(You Drive Me) Crazy" (Jazzy Jim's Hip-Hop Mix) — 3:40 Britanska kaseta (Released: 2000) 1. "Born to Make You Happy" — 3:35 2. "Born to Make You Happy" (Bonus Remix) — 3:40 3. "...Baby One More Time" (Answering Machine Message) — 0:21 | Europski CD singl 1. "Born to Make You Happy" — 3:35 2. "Born to Make You Happy" (Bonus Remix) — 3:40 3. "(You Drive Me) Crazy" (Jazzy Jim's Hip-Hop Mix) — 3:40 4. "...Baby One More Time" (Answering Machine Message) — 0:21 Europski singl / The Singles Collection singl 1. "Born to Make You Happy" — 4:04 2. "Born to Make You Happy" (Bonus Remix) — 3:40 |